# Нес Циглер, Йон ван
Йон ван Нес Циглер (20 мая 1921 года, Кёльн — 14 ноября 2006 года, Кёльн-Порц) — немецкий политик (СДПГ) и юрист. Президент и вице-президент государственного парламента земли Северный Рейн-Вестфалия и обер-бургомистр Кёльна (1973—1980). Почётный гражданин Кёльна (1991).

## Биография
Ван Нес Циглер родился в Кёльне в 1921 году. Вступил в СДПГ в 1946 году, когда изучал право в Кёльнском университете. Состоял в Социалистическом немецком студенческом союзе (SDS), с 1948 по 1951 год был его председателем (как преемник Гельмута Шмидта- будущего канцлера ФРГ). С 1953 года Йон ван Нес Циглер был членом парламента земли Северный Рейн-Вестфалия.

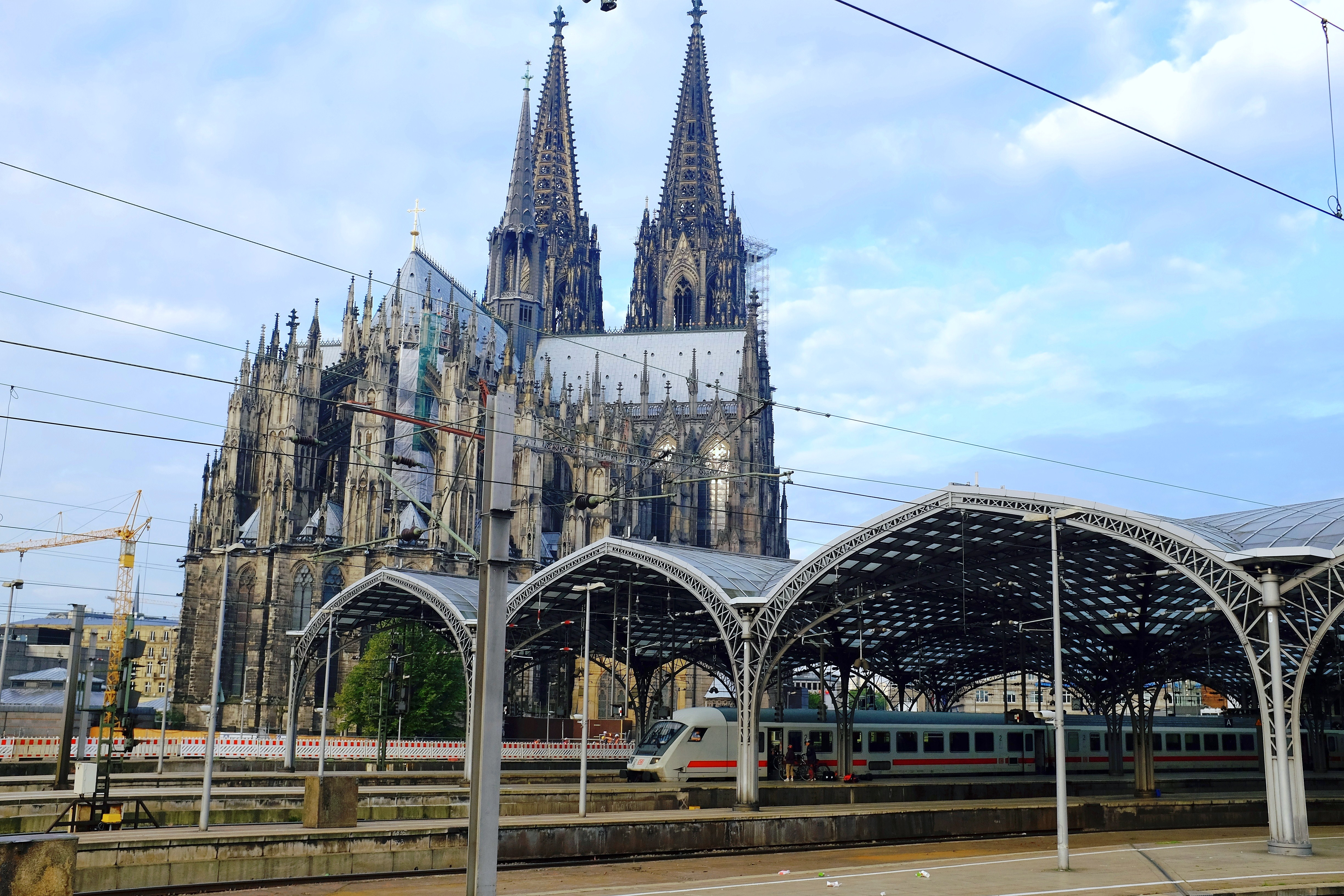
Центральный вокзал Кёльна после реконструкции на фоне Кёльнского собора

В 1956 году он был избран в городской совет Кёльна от СДПГ и до 1973 года возглавлял парламентскую группу СДПГ.
С 1966 по 1970 год ван Нес Циглер был президентом парламента (ландтага) земли Северный Рейн-Вестфалия. В конце 1960-х он выступал за парламентскую реформу в парламенте земли Северный Рейн-Вестфалия, рассматривая комитет по петициям (жалобам и предложениям) как важный мост между населением и парламентом и последовательно расширяя его.
В 1973-1980 год был обер-бургомистром Кёльна. Выступал за общинную территориальную реформу, в результате которой в Кёльн стал городом-миллионником.
Он инициировал множество проектов для Кёльна, таких как пешеходная зона «Хохе штрассе-Шильдергассе» (Hohe Straße / Schildergasse) и реконструкция Кёльнского собора, центрального железнодорожного вокзала, филармонии, музея Людвига и парка Райнгартен в старом городе.
С 1980 года Йон ван Нес Циглер снова был избран президентом парламента и вице-президентом государственного парламента земли Северный Рейн-Вестфалия.
В 1985 году он оставил политику и посвятил себя семье. Йон ван Нес Циглер был женат, имел дочь, пятерых внуков и двух внучек.
Умер 14 ноября 2006 года в Кёльне.

## Награды
За свои заслуги «Большой Джон», как его ещё называли, был награжден Федеральным крестом за заслуги (1969 г.) со звездой (1973 г.) и плечевой лентой (1981 г.) и орденом «За заслуги перед землёй Северный Рейн-Вестфалия».
Он был почётным гражданином своего родного города Кёльна (1991) и почётным сенатором Кёльнского университета.
Ван Нес Циглер был членом масонской ложи «Zum Ewigen Dom» в Кёльне со 2 апреля 1949 года. С 1958 по 1960 год был мастером ложи. Награжден золотым почётным знаком кёльнской ложи, а также золотым знаком «Pro Merito» Объединенных великих лож Германии.